# Hans Tilkowski
Hans Tilkowski (Dortmund, 12 de julho de 1935 – 5 de janeiro de 2020) foi um futebolista e treinador alemão, que atuava como goleiro.

## Carreira
O goleiro iniciou aos 19 anos no VfL Husen. Passou ao Westfalia Herne pelo qual defendeu por 219 jogos. Em 1963 transfere-se ao Borussia Dortmund, onde atuou 81 vezes na Bundesliga e 21 pela seleção alemã ocidental. Pelo Borussia ganhou a Copa da Alemanha de 1965, foi escolhido o melhor jogador alemão do ano, e, na temporada 1965/1966, foi campeão da Recopa. Encerrou a carreira no Eintracht Frankfurt em 1970.

## Seleção
Na seleção alemã ocidental, Tilkowski participou das Copas do Mundo de 1962 e 1966. Em 1962 ele foi reserva do jovem Wolfgang Fahrian.

## Morte
Tilkowski morreu no dia 5 de janeiro de 2020, aos 84 anos.

## Títulos
- Copa do Mundo FIFA de 1966 - 2º Lugar